# Choʻlpon
Abdulkhamid Sulaymon o'g'li Yunusov (en uzbeko: Абдулҳамид Сулаймон ўғли Юнусов; Andijan, 1883 - 4 de octubre de 1938), comúnmente conocido por su seudónimo Cho'lpon, fue un poeta, dramaturgo, novelista y traductor uzbeko. Fue uno de los poetas más populares de Asia Central durante la primera mitad del siglo XX. También fue una de las primeras personas en traducir las obras de William Shakespeare al uzbeko.
Las obras de Choʻlpon tuvieron gran impacto en las obras de otros escritores uzbekos. Fue uno de los primeros escritores en introducir el realismo en la literatura nacional. Fue ejecutado durante la Gran Purga, encabezada por el dictador soviético José Stalin.

## Biografía
Abdulhamid Yunusov nació en 1893 en Andijon. Su padre, Sulaymonqul Mulla Muhammad Yunus oʻgʻli, era una persona culta. Inició sus estudios en una madrasa, y posteriormente fue matriculado en una escuela tuzem, es decir, una escuela primaria para personas no-rusas, localizada en Turquestán.
Desde 1919 hasta 1920, Choʻlpon trabajó como editor general del periódico TurkROSTA. También trabajó en el consejo editorial de numerosas otras publicaciones, entre ellas, Ishtirokiyun, Qizil bayroq (La Bandera Roja), Turkiston (Turquestán), Buxoro axbori (Noticias de Bujará), y Darhon.
Al igual que varios autores uzbekos de su época, como Abdulla Kadiri y Abdulrauf Fitrat, Choʻlpon fue ejecutado durante la Gran Purga de José Stalin. Fue arrestado en 1937, bajo los cargos de "enemigo del pueblo", y fue asesinado el 4 de octubre de 1938.

## Obra
Los primeros poemas de Choʻlpon fueron publicados en 1922, en Oʻzbek yosh shoirlari (Jóvenes poetas uzbekos), una colección de poemas escritos por jóvenes escritores uzbekos. A este le seguirían tres colecciones de poemas, Uygʻonish (Amanecer) (1922), Buloqlar (Las primaveras) (1924), y Tong sirlari (Los secretos del alba) (1926) que fueron publicados en vida. Su novela Kecha va kunduz (Noche y Día) es considerado como una de las novelas más aclamadas dentro de la literatura uzbeka.
Las obras de Choʻlpon tuvieron una enorme influencia en las obras de otros escritores uzbekos. Sus obras se caracterizaban por utilizar un lenguaje claro y directo, sumado a apelar a la identidad nacional uzbeka, razón por la que fue criticado por algunas fuentes soviéticas, de ser un nacionalista burgués. Su nombre y legado fue rehabilitado muchos años después, durante la política de la glásnost.
Además de haber escrito numerosos poemas, obras teatrales, y cuentos, Choʻlpon tradujo al uzbeko las obras de varios escritores famosos del extranjero, como Alexander Pushkin, Máximo Gorki, y William Shakespeare. En particular, tradujo Hamlet de Shakespeare.  Y de Pushkin tradujo Boris Godunov y Dubrovsky.